# Багай-Барановка (аэродром)
Багай-Барановка — военный аэродром в Саратовской области, расположенный в 2 км южнее посёлка Сенной и железнодорожной станции Сенная, в 1,5 км северо-восточнее села Багай-Барановка Вольского района. Разговорное название аэродрома — «Сенная».
По состоянию на 2014 год на аэродроме базируется 395-я отдельная испытательная авиационная эскадрилья (395-я ОИАЭ) ВВС РФ, обслуживающая полигон войск радиационной, химической и биологической защиты Шиханы (самолёты Ан-26, Ан-72, вертолёты Ми-8, Ми-24).

## История
Аэродром создан в начале 1940-х и назван по имени близлежащей деревни Барановка, расположенной на берегу реки Багай. В те годы на аэродроме базировался 8-й запасной истребительный авиационный полк, специализировавшийся на подготовке кадров для частей, вооружённых истребителями Як, а также производивший облёт самолётов Як, выпускаемых Саратовским авиазаводом.
Базировавшаяся на аэродроме часть (созданная 17 марта 1944 года) в 1955 году была переформирована в 101-ю Отдельную испытательную авиационную эскадрилью (войсковая часть 54817).
До 1998 года на аэродроме дислоцировался 343-й инструкторский истребительный авиаполк (самолёты МиГ-17, МиГ-21, МиГ-23, МиГ-29).
1 июля 1993 года на аэродроме была сформирована 395-я ОИАЭ авиации войск радиационной, химической и биологической защиты на основе слияния 101-й отдельной испытательной авиационной эскадрильи (101-й ОИАЭ) и 220-й ОИАЭ, перебазированной из Аральска (Казахстан).
Командиром 395-й ОИАЭ с момента её формирования с 1993 по 2009 годы был полковник Пласкеев Григорий Семёнович, лётчик-снайпер, Заслуженный военный лётчик России.
1 ноября 2009 года 395-я ОИАЭ была передана в состав ВВС России и переформирована в испытательную авиационную эскадрилью 929-го Главного летного испытательного центра имени В. П. Чкалова.